# David Martin (Tennisspieler)
David Martin (* 22. Februar 1981 in Tulsa, Oklahoma) ist ein ehemaliger US-amerikanischer Tennisspieler.

## Karriere
Martin war hauptsächlich als Doppelspieler erfolgreich. Bei Challenger-Turnieren gewann er 16 Titel und auch auf ATP-Ebene konnte er einen Titel gewinnen. 2008 gewann er an der Seite von Scott Lipsky im Finale von San José gegen das Ausnahmedoppel Bob und Mike Bryan mit 7:6 (7:4), 7:5. Darüber hinaus erreichte er fünf weitere ATP-Finals, davon drei im Jahre 2008, Martins erfolgreichster Saison. Seine höchste Platzierung in der Weltrangliste war Position 38 im Mai 2008. Bei Grand-Slam-Turnieren erzielte er mit dem Achtelfinaleinzug in Wimbledon 2007 sein bestes Resultat.

## Erfolge
| Legende (Anzahl der Siege)                      |
| Grand Slam                                      |
| ATP World Tour Finals                           |
| ATP World Tour Masters 1000                     |
| ATP World Tour 500                              |
| ATP International Series ATP World Tour 250 (1) |
| ATP Challenger Tour (16)                        |

| ATP-Titel nach Belag |
| Hartplatz (1)        |
| Sand (0)             |
| Rasen (0)            |

### Doppel

#### Turniersiege

##### ATP World Tour
| Nr. | Datum            | Turnier  | Belag     | Partner      | Finalgegner           | Ergebnis  |
| --- | ---------------- | -------- | --------- | ------------ | --------------------- | --------- |
| 1.  | 24. Februar 2008 | San José | Hartplatz | Scott Lipsky | Bob Bryan Mike Bryany | 7:64, 7:5 |

##### ATP Challenger Tour
| Nr. | Datum              | Turnier        | Belag         | Partner        | Finalgegner                           | Ergebnis          |
| --- | ------------------ | -------------- | ------------- | -------------- | ------------------------------------- | ----------------- |
| 1.  | 1. Oktober 2005    | Tulsa (1)      | Hartplatz     | Scott Lipsky   | Rik De Voest Harel Levy               | 6:0, 6:2          |
| 2.  | 15. Oktober 2005   | Sacramento (1) | Hartplatz     | Scott Lipsky   | John Paul Fruttero Mirko Pehar        | 6:4, 6:4          |
| 3.  | 10. Juni 2006      | Yuba City      | Hartplatz     | Scott Lipsky   | Nicholas Monroe Horia Tecău           | 6:0, 6:4          |
| 4.  | 12. August 2006    | Binghamton     | Hartplatz     | Scott Lipsky   | Colin Fleming Jamie Murray            | 7:5, 5:7, [10:3]  |
| 5.  | 10. November 2006  | Nashville      | Hartplatz (i) | Scott Lipsky   | Rik De Voest Eric Nunez               | 6:77, 6:4, [10:6] |
| 6.  | 9. März 2007       | Salinas        | Hartplatz     | Scott Lipsky   | Thiago Alves Franco Ferreiro          | 7:5, 7:69         |
| 7.  | 26. Januar 2008    | Waikoloa       | Hartplatz     | Scott Lipsky   | Satoshi Iwabuchi Gō Soeda             | 6:4, 5:7, [10:7]  |
| 8.  | 31. Januar 2009    | Carson         | Hartplatz     | Scott Lipsky   | Lester Cook Donald Young              | 7:63, 4:6, [10:6] |
| 9.  | 4. April 2009      | Saint-Brieuc   | Hartplatz     | Simon Stadler  | Peter Luczak Joseph Sirianni          | 6:3, 6:2          |
| 10. | 19. September 2009 | Tulsa (2)      | Sand (i)      | Rajeev Ram     | Philip Stephens Ashley Watling        | 6:2, 6:2          |
| 11. | 10. Oktober 2009   | Sacramento (2) | Hartplatz     | Lester Cook    | Santiago González Travis Rettenmaier  | 4:6, 6:3, [10:5]  |
| 12. | 5. Februar 2010    | Dallas         | Hartplatz (i) | Scott Lipsky   | Vasek Pospisil Adil Shamasdin         | 7:67, 6:3         |
| 13. | 16. Oktober 2010   | Rennes         | Teppich (i)   | Scott Lipsky   | Denis Gremelmayr Björn Phau           | 6:4, 5:7, [12:10] |
| 14. | 29. September 2011 | Singapur       | Hartplatz     | Scott Lipsky   | Sanchai Ratiwatana Sonchat Ratiwatana | 5:7, 6:1, [10:8]  |
| 15. | 23. Juli 2011      | Lexington      | Hartplatz     | Jordan Kerr    | James Ward Michael Yani               | 6:3, 6:4          |
| 16. | 17. September 2011 | Tulsa (3)      | Hartplatz     | Bobby Reynolds | Sam Querrey Chris Wettengel           | 6:4, 6:2          |

#### Finalteilnahmen
| Nr. | Datum              | Turnier      | Belag         | Partner      | Finalgegner                     | Ergebnis          |
| --- | ------------------ | ------------ | ------------- | ------------ | ------------------------------- | ----------------- |
| 1.  | 22. Juli 2007      | Los Angeles  | Hartplatz     | Scott Lipsky | Bob Bryan Mike Bryan            | 6:75, 2:6         |
| 2.  | 4. Mai 2008        | München      | Sand          | Scott Lipsky | Michael Berrer Rainer Schüttler | 5:7, 6:3 [8:10]   |
| 3.  | 20. Juli 2008      | Indianapolis | Hartplatz     | Scott Lipsky | Ashley Fisher Tripp Phillips    | 6:3, 3:6, [5:10]  |
| 4.  | 28. September 2008 | Bangkok      | Hartplatz (i) | Scott Lipsky | Lukáš Dlouhý Leander Paes       | 4:6, 6:74         |
| 5.  | 9. Januar 2011     | Chennai      | Hartplatz     | Robin Haase  | Leander Paes Mahesh Bhupathi    | 2:6, 7:63, [7:10] |